# Daniel Dubail
Pour les articles homonymes, voir Petit Prince (homonymie).
 (août 2016).
Daniel Dubail, dit Albéric d'Éricourt ou le Petit Prince, né à Audincourt dans le Doubs le 25 septembre 1943 et décédé en Thaïlande le 17 décembre 2005, était un catcheur français actif entre le milieu des années 1960 et la fin des années 1980, jusqu'à l'arrivée du catch américain en France dans les années 1990. Fils d'un père suisse et d'une mère d'origine italienne, cadet de ses trois sœurs, il est l'aîné d'une fratrie de 5 frères dont 3 sont lutteurs.

## Débuts
D'abord gymnaste, Daniel Dubail remporte de nombreux titres, mais une blessure l'empêche de participer aux Jeux Olympiques.
Daniel avait également une autre passion en parallèle de la gymnastique : la lutte gréco-romaine. Il participe à sa première compétition de lutte à l'âge de 13 ans et avec ses frères, met au point un style de lutte artistique, un mélange de lutte et de voltige. Ils vont tenter leur chance dans les baraques de lutte dressées à l'occasion de fêtes patronales de Franche-Comté et plus tard en région parisienne.
Repéré en 1966 par le manager parisien Robert Lageat, Daniel Dubail se rend à Paris pour suivre les cours de Michel Saulnier, lui-même catcheur au 22 rue des Martyrs (Paris). Il aura les plus grands matchmakers de l'époque : Robert Lageat, Étienne Siry et pour finir l'incontournable matchmaker de la Fédération Française de Lutte Maurice Durand. La France venait de découvrir ce petit lutteur d'1,59 m pour 54 kg vêtu d'une cape de satin rouge sur laquelle brille un lys d'or.
Sa première apparition télévisée en 1966 s'effectua face au Géant Jean Ferré (plus connu depuis comme André le Géant) et ses 2,11 m pour près de 144 kg à l'époque. Le petit voltigeur devient dès lors Albéric d'Éricourt, son nom de scène parisien. 
Dès cet instant, Le Petit Prince a multiplié les combats de lutte libre sur les rings d'Europe et sur les chaînes de la télévision française.
Roger Couderc, commentateur officiel et enthousiaste des retransmissions télévisées de l'ORTF depuis le Cirque d'hiver ou l'Élysée Montmartre, lui donne le nom de « Petit Prince », en référence à son style de combat particulier. Un nom qui lui restera à jamais attaché et qui lui donna une grande notoriété dans le milieu sportif et artistique.

## Sur la route
Durant près de vingt années, de 1966 à 1986, le Petit Prince comme d'autres lutteurs, partent sur les routes de France à la manière des gens du cirque. La popularité grandissante de cet artiste le conduit à se produire à travers l'hexagone, dans les salles des fêtes, sous chapiteau, dans les piscines ou bien en plein air sur les parkings des hypermarchés, mais aussi en Europe, ou il se rendra notamment en Belgique, en Suisse, en Angleterre, en Espagne, et même en Afrique.

## Fin d'une ère
La privatisation des chaînes de télévision et la fin des retransmissions télévisées rendent la vie difficile aux lutteurs, le petit Prince n'échappe pas à la règle et sa carrière subit un coup d'arrêt de plus de 3 ans en 1989. De plus victime d'un accident de voiture, il a la jambe brisée à plusieurs endroits avec fracture ouverte. Sa carrière subit un coup d'arrêt, mais ne l'éloigne pas du monde du catch. Ce n'est pas dans les coulisses comme organisateur qu'on le retrouve mais de nouveau sur le ring. Après trente années passées à lutter, il fait une première fois ses adieux en 1993 lors d'un combat face à son partenaire qui fut son coéquipier durant 10 ans par équipe sur le ring, Claude Rocca.
Le 5 novembre 1994, il affronte à Wattrelos un lutteur japonais surnommé le Kamikaze.
Le 12 octobre 2001, il affronte son ancien coéquipier Claude Rocca à la demande des organisateurs.
Le 16 décembre 2005, Albéric d'Éricourt, de son vrai nom Daniel Dubail, meurt dans l’anonymat en Thaïlande, où il avait le projet de créer une école de catch. Son départ empêcha son souhait de se réaliser.
il repose au cimetière du haut de Montbéliard (Doubs).

## Note
1. ↑  C'est le présentateur sportif Roger Couderc, en commentant une retransmission télévisée de l'ORTF, qui lui donna ce surnom, inspiré sans doute par la cape fleurdelisée qu'il arborait à sa montée sur le ring.
2. ↑  État civil sur le fichier des personnes décédées en France depuis 1970

## Source
- Le Petit Prince Albéric d'Ericourt par Jeremy, article du 16 mars 2008 sur nostalgie-catch.blogspot.com, consulté le 8 mars 2009.
- Clément Jeannin, « L'autre histoire du Petit Prince », sur France 3 Régions (Franche Comté), 1er décembre 2014 (consulté le 31 août 2016) (replay 4 épisodes).